# Temporada de huracanes del Atlántico de 2002
La temporada de huracanes del Atlántico de 2002 comenzó oficialmente el 1 de junio de 2002 y finalizó el 30 de noviembre. La temporada produjo catorce ciclones tropicales, de los cuales doce recibieron nombre; cuatro alcanzaron el estatus de huracán, y dos se convirtieron en huracanes mayores. El huracán mayor de la temporada, por su menor presión, fue el huracán Isidore, que alcanzó la categoría 3 en la Escala Saffir-Simpson. Sin embargo, el huracán Lili tuvo mayores vientos, alcanzando la categoría 4. Isidore golpeó la península de Yucatán y más tarde los Estados Unidos, causando cerca de $970 millones (2002 USD) en daños, y matando a un total de siete personas.
La temporada se inició con la tormenta tropical Arthur el 14 de julio, más de un mes pasado el inicio oficial de la temporada. A principios de octubre, el huracán Lili tocó tierra en Luisiana, donde causó $860 millones de dólares (2002 USD) en daños y quince muertos. Algunas tormentas tocaron tierra, entre ellas el huracán Kyle, el más largo de la temporada. La temporada terminó pronto, sin que se formaran tormentas después del 21 de septiembre, una rara ocurrencia. Sin embargo, la temporada fue muy activa durante el mes de septiembre, y junto con el 2007 tienen el récord de mayor número de tormentas formadas en septiembre, con ocho.

## Pronóstico de la temporada
Tanto el equipo de William M. Gray y Philip J. Klotzbach de la Universidad de Colorado como la Administración Atmosférica y Oceánica de EE. UU. hicieron predicciones sobre la actividad ciclónica de la temporada.

### Predicciones antes de la temporada
El 7 de diciembre de 2001, el equipo de Klotzbach publicó su primera predicción para la temporada 2002, una predicción por encima de la media (13 tormentas nombradas, 8 huracanes, y alrededor de 2 de la categoría 3 o superior). Se enumeran un 86 por ciento de probabilidad de que al menos uno de los principales huracanes golpee los EE. UU. Un 58 por ciento de probabilidad de que al menos uno de los principales huracanes golpee en la Costa Este, incluyendo la península de Florida, y un 43 por ciento de probabilidad de que al menos uno golpee en la Costa del Golfo desde El Asa de la Florida hacia el oeste. El riesgo de grandes huracanes en el Caribe se prevé que sea superior a la media.
El 5 de abril de 2002 se formuló una nueva predicción, con 12 tormentas nombradas, 7 huracanes y 3 huracanes intensos. La disminución en las previsiones se atribuyó a la mayor intensificación de las condiciones de El Niño.

## Resumen de la temporada
Cronología de la actividad tropical del Atlántico en 2002 en la temporada de huracanes

### Julio y agosto

La tormenta tropical Arthur cerca el momento de mayor intensidad el 15 de julio.

El primer ciclón de la temporada, Tormenta tropical Arthur, se cree que procedía de un decadente frente frío en el golfo de México. El 9 de julio, una débil circulación de bajo nivel fue detectada, en asociación con una amplia zona de baja presión. El sistema se movió norte-noroeste, y el 14 de julio fue designado como depresión tropical; se convirtió en una tormenta tropical al día siguiente. Arthur alcanzó picos de vientos de 95 km / h el 16 de julio, antes de convertirse en extratropical el 17 de julio.
El 4 de agosto una depreseón tropical se desarrolló desde un frente de bajas presiones. Se organizó rápidamente, y fue nombrada Tormenta tropical Bertha pocas horas después de que se formara. Inicialmente se movió hacia el noroeste y tocó tierra cerca de Boothville, Luisiana debilitándose de nuevo en una depresión tropical. la depresión giró hacia el suroeste y volvió al golfo de México, aunque no se fortaleció antes de tomar tierra en Texas.
El mismo frente que dio lugar a la tormenta tropical Bertha desencadenó una depresión tropical frente a las costas de Carolina del Sur el 5 de agosto. Al día siguiente, un avión cazahuracanes indicó que la depresión se había fortalecid en la Tormenta tropical Cristóbal. Después de tener picos de viento de 85 km/h, fue absorbida por un frente frío el 8 de agosto.
Una onda tropical surgió de la costa de África el 27 de agosto, y se movió hacia el Oeste cruzando el Atlántico. Informes de barcos revelaron que la onda estaba acompañada de un área de bajas presiones. la onda se organizó y se convirtió en depresión tropical al suroeste de Cabo Verde el 29 de agosto. Rápidamente se intensificó y se convirtió en la Tormenta tropical Dolly ese mismo día, y se movió hacia el oeste-noroeste por un par de días. La convección disminuyó el 3 de septiembre, y el 4 se disipó.

### Septiembre y octubre

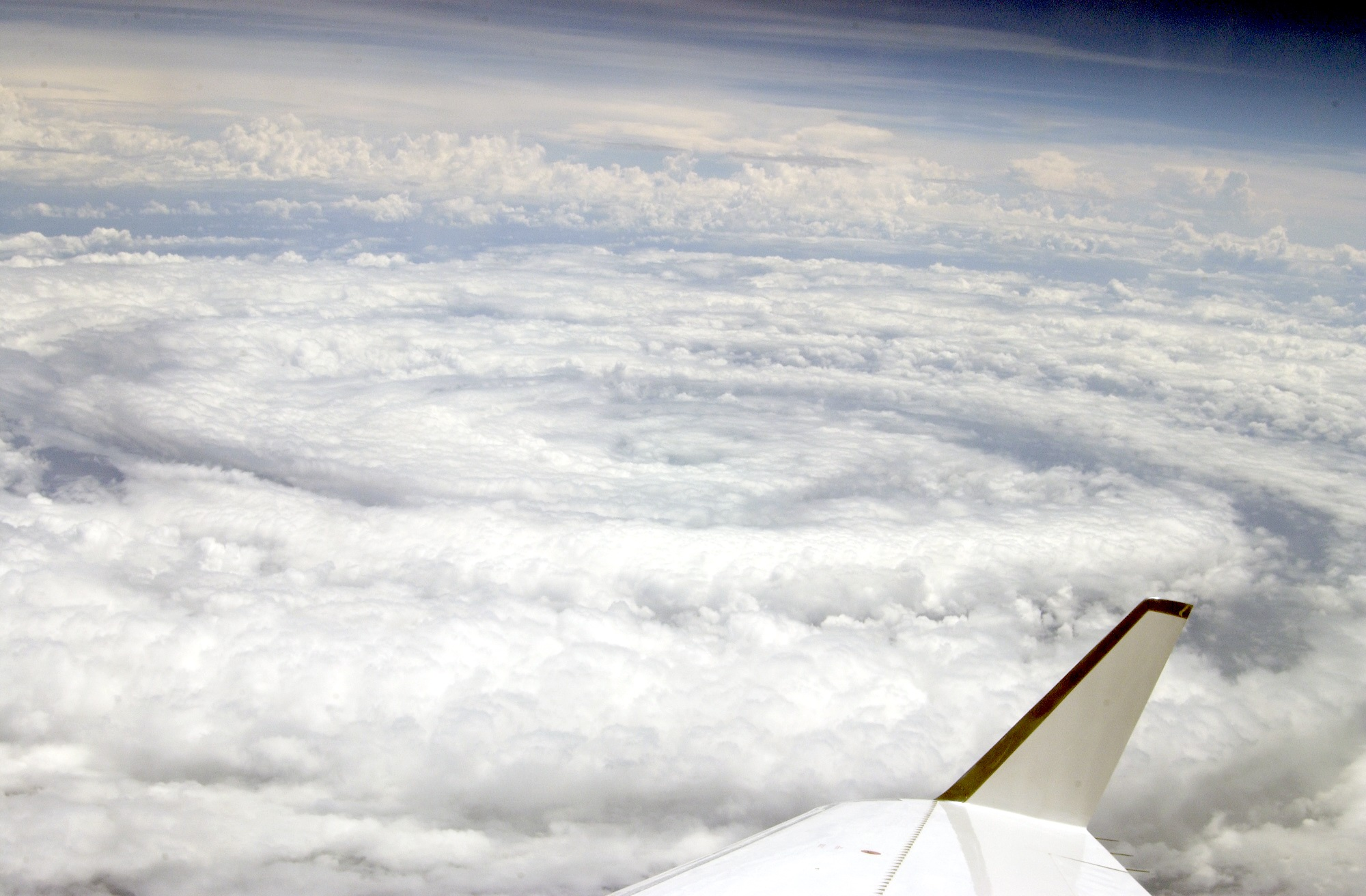
Tormenta tropical Edouard vista desde un Caza huracanes.

La tormenta tropical Edouard se formó el 1 de septiembre de un área de convección en asociación con un frente frío al este de  Florida. A pesar de los moderados a fuertes niveles de cizalladura del viento, la tormenta alcanzó la condición de tormenta tropical al día siguiente y llegó a un pico de intensidad de 90 km/h el 3 de septiembre, Edouard tocó tierra en el noreste de Florida el 5 de septiembre, y después de cruzar el estado se disipó el 6 de septiembre.

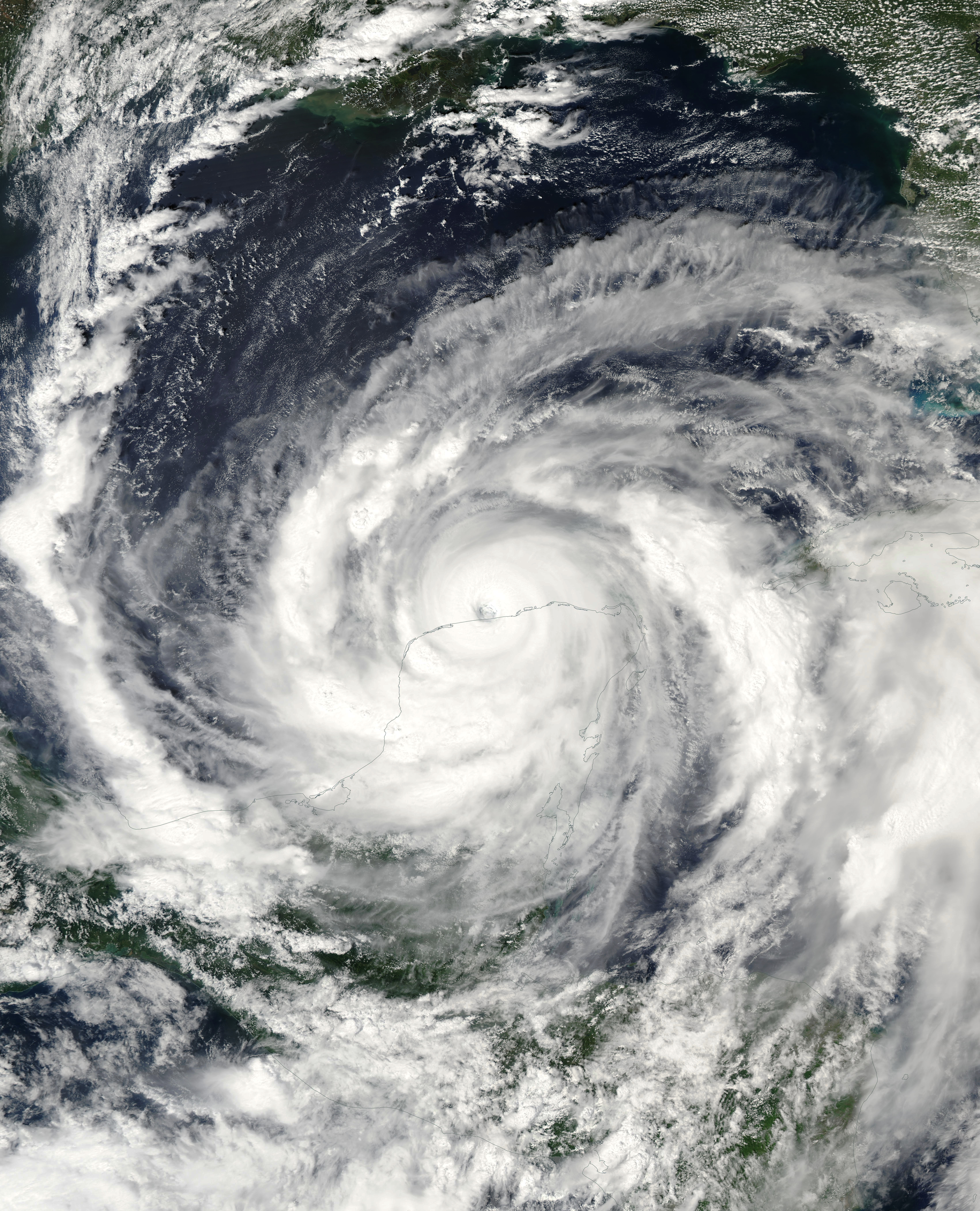
Huracán Isidore en el golfo de México el 22 de septiembre.

A principios de septiembre, un centro de baja presión se desarrolló a lo largo de un frente de baja presión, y el 5 de septiembre, el sistema adquirió suficiente organización para ser una depresión tropical, al sureste de Galveston. La depresión se movió al sursudoeste, mientras se fortalecía en Tormenta tropical Fay, alcanzando su pico de fuerza de 96,56 km/h  en la mañana del 6 de septiembre. A continuación, el sistema giró abruptamente hacia el oeste-noroeste, y se mantuvo constante en fuerza y tocó tierra al día siguiente, cerca de Matagorda.
La depresión tropical Siete se formó a partir de una onda tropical el 7 de septiembre. Tuvo una velocidad máxima del viento de 56,33 km/h y una presión mínima de 1013 mbar. La depresión se dirigió más o menos hacia el oeste, y se disipó el 8 de septiembre sin afectar a tierra.
Una zona de inestabilidad meteorológica se desarrolló entre las Bahamas y Bermudas el 6 de septiembre, y en los siguientes días la convección la hizo aumentar en intensidad. El 8 de septiembre, el sistema adquirió organización adquirida suficiente para ser declarado una depresión subtropical al Sudeste de la costa de Estados Unidos; más tarde ese día, el sistema fue nombrado huracán Gustav. Tras lograr características tropicales el 10 de septiembre Gustav pasó ligeramente al este de Carolina del Norte como una tormenta tropical antes de moverse al noreste y tocar la tierra dos veces en Canadá como un huracán de categoría 1.
A principios de septiembre, una onda tropical se fusionó con un frente de baja presión en el golfo de México y generó un sistema de baja presión. El 12 de septiembre fue clasificado como depresión tropical nueve. La tormenta se trasladó desorganizada hacia el oeste, luego hacia el norte, donde se fortaleció en tormenta tropical Hanna más tarde ese día. Después de alcanzar un pico con vientos de 90 km/h, tocó tierra dos veces en la Costa del Golfo de Estados Unidos.
El 9 de septiembre, una onda tropical se trasladó desde las costas de África, y el 14 de septiembre se clasifica como una depresión tropical. Al día siguiente la tormenta estaba situada justo al sur de Jamaica, y se había desarrollado en la tormenta tropical Isidore. El 19 de septiembre, se intensificó en un huracán, llegó a tierra en el oeste de Cuba como un huracán de categoría 1. Justo antes de tocar tierra cerca del Puerto de Telchac, el 22 de septiembre, Isidore alcanzó su momento de mayor intensidad, con velocidades del viento de 201,17 km/h, siendo una fuerte tormenta de Categoría 3. Después de regresar al Golfo de México como una tormenta tropical, la entrada final en tierra de Isidore fue Grand Isle, Luisiana el 26 de septiembre, donde la tormenta se debilitó en una depresión.
La tormenta tropical Josephine se formó el 17 de septiembre desde un ciclón extratropical. Las condiciones fueron desfavorables en el norte del océano Atlántico, para el fortalecimiento de la tormenta tropical Josephine el 18 de septiembre. La tormenta se trasladó al noreste al océano abierto hasta el 19 de septiembre, cuando perdió sus características tropicales y fue absorbida.
Una depresión no tropical se formó en la depresión subtropical Doce, al este-sureste de Bermudas el 20 de septiembre. Se convirtió en tormenta subtropical Kyle al día siguiente, y en la tormenta tropical Kyle el 22 de septiembre. Kyle se mueve despacio hacia el oeste, fortaleciéndose lentamente, y alcanza fuerza del huracán el 25 de septiembre, se debilita de nuevo en una tormenta tropical el 28 de septiembre. La fuerza del ciclón siguió fluctuando entre depresión tropical y tormenta tropical en varias ocasiones. Su movimiento fue también muy irregular, ya que cambió bruscamente al norte y al sur a lo largo de su trayectoria hacia el oeste en general. El 11 de octubre, Kyle hizo su primera entrada en tierra cerca de McClellanville, Carolina del Sur. Si bien bordeando la costa de las Carolinas, se trasladó de nuevo por el agua, e tocó por segunda vez tierra cerca de Long Beach, Carolina del Norte más tarde el mismo día. Kyle siguió hacia el mar, donde se unió con un frente frío el 12 de octubre.

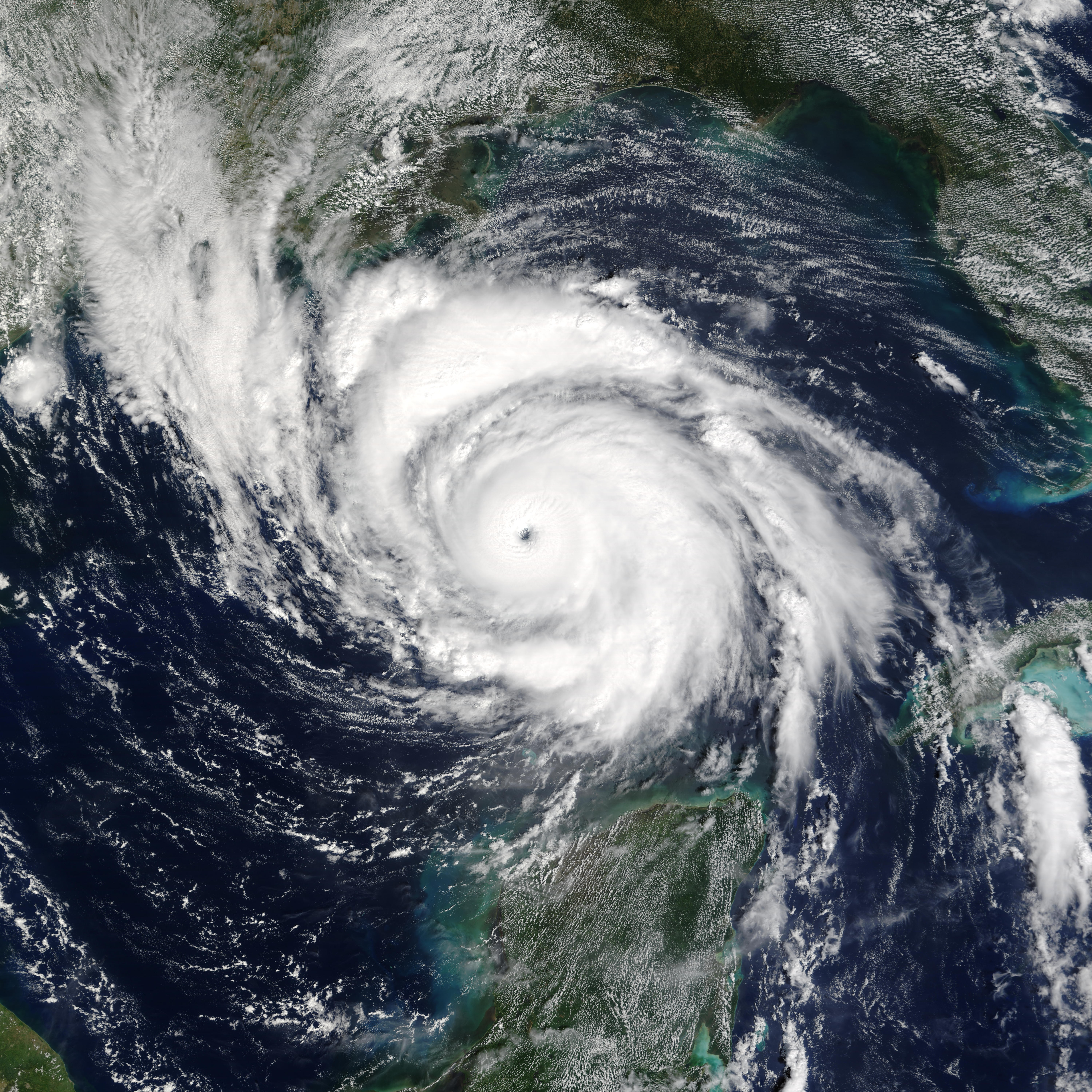
Huracán Lili en su apogeo.

El 16 de septiembre, una onda tropical se trasladó desde las costas de África y hacia el otro lado del Atlántico. Se desarrolló un bajo nivel de circulación de nubes a mitad de camino entre África y la Pequeñas Antillas el 20 de septiembre. Al día siguiente, el sistema se había convertido en suficientemente organizada para clasificar el sistema como depresión tropical cerca de 1.666,8 km al este de la Islas de Barlovento. El 30 de septiembre Lili se convirtió en un huracán mientras pasaba por la Islas Caimán. La tormenta alcanzó la categoría 4 en el golfo de México antes de tocar tierra en la costa de Luisiana el 2 de octubre. Al día siguiente, fue absorbida por un borrasca extra tropical cerca de la frontera entre Tennessee y Arkansas.
La depresión tropical 14 se formó a partir de una onda tropical el 14 de octubre. Tuvo vientos máximos sostenidos de 56,33 km/h, y una presión mínima de 1002 mbar. Vientos de Cizallamiento del noreste impidió el desarrollo, y después de tocar tierra en el sur de Cuba el 16 de octubre, fue absorbida por un frente frío.

## Ciclones tropicales

### Tormenta tropical Arthur
Arthur se formó a partir de una depresión tropical frente a la costa de Carolina del Norte el 14 de julio a partir de una zona frontal en descomposición . Luego se movió hacia el mar, fortaleciéndose ligeramente hasta convertirse en una tormenta tropical el 15 de julio. Arthur se fortaleció gradualmente y alcanzó su punto máximo como una tormenta tropical de 97 km / h (60km/h) al día siguiente. Sin embargo, las aguas más frías y la cizalladura en los niveles superiores hicieron que se debilitara. Para el 17 de julio, Arthur se había vuelto extratropical y se mudó al norte sobre Terranova . Procedió a debilitarse por debajo de la fuerza del vendaval.  El sistema precursor produjo hasta 4,49 pulgadas (114 mm) de lluvia en Weston, Florida. Más tarde, una persona se ahogó en el río Conne en Terranova debido a Arthur.

### Tormenta tropical Bertha
Una vaguada superficial de baja presión que luego generaría la tormenta tropical Cristóbal desarrolló una depresión tropical en el norte del Golfo de México el 4 de agosto. Rápidamente se fortaleció hasta convertirse en una tormenta tropical mínima a principios del 5 de agosto y tocó tierra cerca de Boothville, Luisiana , apenas dos horas después. Bertha se debilitó a depresión tropical, pero mantuvo su circulación sobre Luisiana. Un sistema de alta presión construido hacia el sur, forzando inesperadamente la depresión hacia el suroeste. Resurgió sobre el Golfo de México el 7 de agosto, donde la proximidad a la tierra y el aire seco impidieron un mayor fortalecimiento. Bertha se movió hacia el oeste y tocó tierra por segunda vez cerca de Kingsville, Texas, el 9 de agosto con vientos de solo 35 km/h (25 mph). La tormenta se disipó unas 10 horas después.
A lo largo de la costa del Golfo de los Estados Unidos , Bertha dejó caer lluvias ligeras a moderadas; la mayoría de las áreas recibieron menos de 3 pulgadas (76 mm). La precipitación de la tormenta alcanzó un máximo de 10,25 pulgadas (260 mm) en Norwood, Luisiana . Se informaron inundaciones menores, que causaron daños leves a algunos negocios, de 15 a 25 casas y algunas carreteras. En general, los daños fueron muy menores, con un total de $ 200,000 (2002 USD) en daños.  Además, se informó una muerte debido a Bertha, un ahogamiento debido a las fuertes olas en Florida. 

### Tormenta tropical Cristóbal
El 5 de agosto, la Depresión Tropical Tres se formó frente a la costa de Carolina del Sur a partir de una depresión superficial de baja presión, la misma depresión que generó la Tormenta Tropical Bertha en el Golfo de México. Bajo un flujo del sur, la depresión se desplazó hacia el sur, donde el aire seco y la cizalladura del viento inhibieron un desarrollo significativo. El 7 de agosto, se convirtió en la tormenta tropical Cristóbal y alcanzó un máximo de 80 km/h (50 mph) el 8 de agosto. La tormenta serpenteó hacia el este y fue absorbida por un frente el 9 de agosto. 
La interacción entre el remanente extratropical y un sistema de alta presión produjo fuertes corrientes de resaca a lo largo de la costa de Long Island . La tormenta también provocó olas de tres a cuatro pies (1,2 m) de altura. Tres personas se ahogaron por las corrientes de resaca y las olas en Nueva York. 

### Tormenta tropical Dolly
Una onda tropical salió de la costa africana el 27 de agosto  y con condiciones poco favorables, el sistema se organizó en la Depresión Tropical Cuatro el 29 de agosto a unos 1020 km (630 millas) al suroeste de Cabo Verde.  Seis horas más tarde, la depresión se convirtió en tormenta tropical Dolly después de desarrollar suficientes características de flujo de salida y bandas curvas. La tormenta continuó intensificándose a medida que se desarrollaba más convección,  y Dolly alcanzó vientos máximos de 95 km/h (60 mph) el 30 de agosto. Después de alcanzar su punto máximo de intensidad, la tormenta repentinamente perdió organización,  y los vientos disminuyeron a la mínima fuerza de tormenta tropical. Después de una breve tendencia de reintensificación, Dolly volvió a debilitarse debido a la cizalladura del viento. El 4 de septiembre, Dolly se debilitó a depresión tropical y más tarde ese día fue absorbido por la depresión; nunca afectó a la tierra. 

### Tormenta tropical Edouard
Edouard se formó a partir de un área de clima perturbado al norte de las Bahamas el 2 de septiembre. Se desplazó hacia el norte y luego ejecutó un giro en el sentido de las agujas del reloj frente a la costa de Florida. A pesar del aire seco y la cizalladura moderada en los niveles superiores, Edouard se intensificó hasta un máximo de vientos de 105 km/h (65 mph), pero las condiciones desfavorables lo alcanzaron. La tormenta se debilitó a medida que giraba hacia el oeste-suroeste y tocó tierra cerca de Ormond Beach, Florida, el 5 de septiembre como tormenta tropical mínima. Edouard cruzó Florida y emergió sobre el Golfo de México como una depresión mínima. El flujo de salida de la tormenta tropical Fay, más fuerte, provocó que la depresión tropical Edouard se debilitara aún más, y Edouard finalmente fue absorbido por Fay. 
La tormenta tropical Edouard dejó caer lluvias moderadas en Florida, con un máximo de 7,64 pulgadas (194 mm) en el condado de DeSoto. Aunque era una tormenta tropical al tocar tierra, los vientos eran ligeros a lo largo del camino de la tormenta sobre la tierra. Varias carreteras se inundaron debido a las precipitaciones moderadas. No se reportaron víctimas y los daños fueron mínimos. 

### Tormenta tropical Fay
A principios de septiembre, se desarrolló un centro de baja presión a lo largo de una vaguada de baja presión, y el 5 de septiembre, el sistema había ganado suficiente organización para ser una depresión tropical , al sureste de Galveston . La depresión se desplazó hacia el sur-suroeste mientras se fortalecía en la tormenta tropical Fay, alcanzando su fuerza máxima de 95 km/h (60 mph) en la mañana del 6 de septiembre. Luego, el sistema giró abruptamente hacia el oeste-noroeste y permaneció constante en fuerza y rumbo hasta tocar tierra al día siguiente, cerca de Matagorda . Rápidamente degeneró en un remanente bajo, que a su vez se movió lentamente hacia el suroeste sobre Texas. La baja finalmente se disipó el 11 de septiembre sobre el noreste de México. 
La tormenta trajo fuertes lluvias en México y Texas. La tormenta también provocó seis tornados, hasta 20 pulgadas (510 mm) de lluvia y períodos prolongados de vientos con fuerza de tormenta tropical.  La tormenta causó inundaciones moderadas en algunas áreas debido a las altas cantidades de lluvia, lo que dejó alrededor de 400 viviendas con algún tipo de daño. En total, 400 casas sufrieron daños por inundaciones.  1.575 casas resultaron dañadas por inundaciones o daños por tornados, 23 gravemente, por valor de 4,5 millones de dólares (2002 USD) en daños. No se atribuyen muertes a Fay. 

### Depresión tropical Siete
Una onda tropical salió de África el 1 de septiembre y, después del desarrollo inicial, se desorganizó. Se movió hacia el oeste-noroeste durante una semana, reorganizándose lo suficiente para el 7 de septiembre como para ser declarada Depresión Tropical Siete a unos 1855 km (1155 millas) al este-sureste de las Bermudas. En ese momento, la depresión tenía una convección persistente alrededor de una pequeña circulación, y se movía constantemente hacia el oeste debido a una cresta al norte.  Poco después de formarse, una fuerte cizalladura del viento disminuyó la convección y dejó el centro parcialmente expuesto. Para el 8 de septiembre, no quedaba actividad tormentosa,  y la depresión degeneró en unaárea remanente de baja presión. La depresión se disipó poco después debido a que la fuerte cizalladura del viento continuó causando que la tormenta se deteriorara mientras se encontraba a 1580 km (980 millas) al sureste de las Bermudas. La depresión nunca afectó a la tierra. 

### Huracán Gustav
El 6 de septiembre se desarrolló un área de clima inestable entre Las Bahamas y las Bermudas, y durante los días siguientes la convección aumentó en intensidad y cobertura. El 8 de septiembre, el sistema ganó la organización suficiente para ser declarado depresión subtropical frente a la costa sureste de los Estados Unidos; más tarde ese día, el sistema se denominó tormenta subtropical Gustav. Después de alcanzar características tropicales el 10 de septiembre, Gustav pasó ligeramente al este de los Outer Banks de Carolina del Norte como una tormenta tropical. Mientras se movía hacia el noreste, Gustav se intensificó hasta convertirse en huracán el 11 de septiembre y se convirtió brevemente en un huracán de categoría 2, antes de tocar tierra dos veces en el Atlántico canadiense como huracán de categoría 1 el 12 de septiembre. Gustav se volvió extratropical durante Terranova alrededor de las 12:00 UTC de ese día, aunque los restos serpentearon sobre el mar de Labrador antes de disiparse el 15 de septiembre. 
La tormenta fue responsable de una muerte y $ 100,000 (2002 USD) en daños, principalmente en Carolina del Norte. La interacción entre Gustav y un sistema no tropical produjo fuertes vientos que causaron $240,000 adicionales (2002 USD) en daños en Nueva Inglaterra, pero estos daños no se atribuyeron directamente al huracán. En el Atlántico canadiense, el huracán y sus remanentes trajeron fuertes lluvias, tormentas tropicales y vientos huracanados, así como marejadas ciclónicas durante varios días.  Se informaron inundaciones localizadas en áreas de la Isla del Príncipe Eduardo, y 4.000 personas en Halifax, Nueva Escocia y Charlottetown, Isla del Príncipe Eduardo se quedaron sin electricidad. 

### Tormenta tropical Hanna
A principios de septiembre, una onda tropical se fusionó con una vaguada de baja presión en el Golfo de México y generó un sistema de baja presión. La convección se profundizó constantemente el 11 de septiembre al este del nivel bajo superior y el nivel bajo superficial; fue clasificado como Depresión Tropical Nueve al día siguiente. La depresión desorganizada se movió hacia el oeste, luego hacia el norte, donde se fortaleció en la tormenta tropical Hanna más tarde ese día. Después de alcanzar un pico con vientos de 95 km/h (60 mph), tocó tierra dos veces en la costa del Golfo y finalmente se disipó el 15 de septiembre sobre Georgia. 
Debido a que la mayor parte de la actividad convectiva asociada estaba al este del centro de circulación, se reportaron daños mínimos en Louisiana y Mississippi. Al este de Dauphin Island, Alabama, la tormenta provocó inundaciones costeras que cerraron carreteras y forzaron la evacuación de los residentes. Partes de Florida recibieron fuertes ráfagas de viento, fuertes lluvias y fuertes olas que resultaron en la muerte de tres nadadores. En todo el estado, 20.000 hogares se quedaron sin electricidad. Las fuertes lluvias avanzaron hacia Georgia, donde se produjeron importantes inundaciones. El daño a los cultivos fue extenso y más de 300 estructuras resultaron dañadas por las inundaciones. En general, Hanna causó un total de alrededor de $ 20 millones (2002 USD) en daños y tres muertes. 

### Huracán Isidore
El 9 de septiembre, una onda tropical se movió frente a la costa de África y el 14 de septiembre se clasificó como depresión tropical. Al día siguiente, la tormenta estaba ubicada justo al sur de Jamaica y se convirtió en la tormenta tropical Isidoro. El 19 de septiembre se intensificó hasta convertirse en huracán e Isidoro tocó tierra en el oeste de Cuba como huracán de categoría 1. Justo antes de tocar tierra cerca de Puerto Telchac el 22 de septiembre, Isidoro alcanzó su máxima intensidad, con vientos de 205 km/h (125 mph), lo que lo convierte en un fuerte huracán de categoría 3. Después de regresar al Golfo de México como tormenta tropical, la última recalada de Isidoro fue cerca de Grand Isle, Luisiana, el 26 de septiembre. La tormenta se debilitó a una depresión tropical sobre Mississippi.temprano al día siguiente, antes de volverse extratropical sobre Pensilvania más tarde el 27 de septiembre y luego ser absorbido por un sistema frontal. 
Isidoro tocó tierra en la península de Yucatán, en el sur de México, como un huracán de categoría 3, dejando $ 950 millones (2002 USD) en daños en el país.  A pesar de dejar caer más de 30 pulgadas (760 mm) de lluvia entre otros efectos,  solo se informaron dos muertes indirectas allí. Como tormenta tropical, Isidore produjo un máximo de 15,97 pulgadas (406 mm) de lluvia en los Estados Unidos en Metairie, Luisiana. La lluvia fue responsable de las inundaciones que causaron daños moderados a los cultivos, con un total de $ 330 millones en daños (2002 USD).

### Tormenta tropical Josephine
Una baja no tropical se desarrolló a lo largo de un frente estacionario en disipación el 16 de septiembre en el Atlántico central y se desplazó hacia el norte-noreste.  El Centro Nacional de Huracanes la clasificó como Depresión Tropical Once el 17 de septiembre a unos 1150 km (710 millas) al este de las Bermudas, e inicialmente la depresión no tenía una convección profunda significativa.  Un informe de viento temprano el 18 de septiembre indicó que la depresión se intensificó en la tormenta tropical Josephine. La tormenta continuó generalmente hacia el noreste, dirigida entre una altura subtropical hacia el noreste y un sistema frontal que se acercaba desde el oeste. Josephine mantuvo una circulación bien definida, pero su convección profunda permaneció intermitente. Temprano el 19 de septiembre, la tormenta comenzó a ser absorbida por el frente frío y, como ciclón tropical, sus vientos nunca superaron los 75 km / h (40 mph).  Más tarde ese día, Josephine pasó a ser un ciclón extratropical y de repente se intensificó con vientos de 95 km/h (60 mph). La baja extratropical fue absorbida rápidamente por otro sistema extratropical más grande en la tarde del 19 de septiembre. 

### Huracán Kyle
Una depresión no tropical se convirtió en la Depresión Subtropical Doce, muy al este-sureste de las Bermudas el 20 de septiembre. Se convirtió en la Tormenta Subtropical Kyle al día siguiente y en la Tormenta Tropical Kyle el 22 de septiembre. Kyle se desplazó lentamente hacia el oeste, fortaleciéndose lentamente y alcanzó la fuerza de un huracán. el 25 de septiembre; se debilitó nuevamente a tormenta tropical el 28 de septiembre. La fuerza del ciclón continuó fluctuando entre depresión tropical y tormenta tropical varias veces. Su movimiento también fue extremadamente irregular, ya que se desplazó bruscamente hacia el norte y el sur a lo largo de su camino generalmente hacia el oeste. El 11 de octubre, Kyle tocó tierra y tocó tierra por primera vez cerca de McClellanville, Carolina del Sur . Mientras bordeaba la costa de las Carolinas, retrocedió sobre el agua y tocó tierra por segunda vez cerca de Long Beach, Carolina del Norte. Más tarde el mismo día. Kyle continuó mar adentro donde se fusionó con un frente frío el 12 de octubre, convirtiéndose en el cuarto huracán atlántico de mayor duración. 
Kyle trajo precipitaciones ligeras a las Bermudas, pero allí no se informaron daños significativos. Lluvias moderadas acompañaron sus dos llegadas a tierra en los Estados Unidos,  provocando inundaciones repentinas localizadas y cierres de carreteras. Las inundaciones forzaron la evacuación de un asilo de ancianos y varias casas móviles en Carolina del Sur. Kyle generó al menos cuatro tornados, el más costoso de los cuales azotó Georgetown, Carolina del Sur; dañó 106 edificios y destruyó otros siete, causando ocho heridos.  Los daños totales totalizaron alrededor de $5 millones (2002 USD), y no se reportaron muertes directas. Sin embargo, los restos de Kyle contribuyeron a una muerte indirecta en las Islas Británicas. 

### Huracán Lili
El 16 de septiembre, una onda tropical se desplazó frente a la costa de África y cruzó el Atlántico. Desarrolló una circulación de nubes de bajo nivel a mitad de camino entre África y las Antillas Menores el 20 de septiembre. Al día siguiente, el sistema se había organizado lo suficiente como para clasificar el sistema como una depresión tropical a unos1.665 km (1.035 millas) al este de las Islas de Barlovento y se intensificó en la tormenta tropical Lili el 23 de septiembre. Después de casi alcanzar la categoría de huracán en el este del Caribe, la tormenta degeneró en una onda tropical el 25 de septiembre, antes de volver a convertirse en una depresión tropical a principios del 27 de septiembre. El ciclón se volvió a intensificar en una tormenta tropical varios horas después. El 30 de septiembre, Lili se convirtió en huracán al pasar sobre Islas Caimán. Después de golpear la Isla de la Juventud de Cuba y la provincia de Pinar del Río como categoría 2, el huracán alcanzó el estado de categoría 4 en el Golfo de México. Sin embargo, Lili se debilitó rápidamente a un huracán de categoría 1 antes de tocar tierra cerca de Intracoastal City, Louisiana, el 3 de octubre. Al día siguiente, fue absorbido por una baja extratropical cerca de la frontera entre Tennessee y Arkansas . 
En Luisiana , las ráfagas de viento que alcanzaron los 190 km/h (120 mph), junto con más de 6 pulgadas (150 mm) de lluvia y una marejada ciclónica de 12 pies (3,7 m), causaron daños por valor de 1100 millones de dólares (2002 USD). Un total de 237.000 personas se quedaron sin electricidad y las plataformas petroleras en alta mar se cerraron durante una semana. 

### Depresión tropical Catorce
Una onda tropical débil se movió a través de las Antillas Menores el 9 de octubre. Cuando el sistema llegó al suroeste del Mar Caribe el 12 de octubre, la convección aumentó y más tarde ese día se formó una amplia área de baja presión. Durante los siguientes dos días, la baja se organizó de manera significativa y se convirtió en la Depresión Tropical Catorce a las 12:00 UTC del 14 de octubre. La depresión inicialmente se desplazó hacia el oeste-noroeste, pero luego se curvó hacia el norte-noreste. Debido a la cizalladura vertical del viento, la depresión no pudo intensificarse y permaneció por debajo del estado de tormenta tropical durante su duración. A las 16:00 UTC del 16 de octubre, la depresión tocó tierra cerca de Cienfuegos, Cuba con vientos de 45 km/h (30 mph). Mientras cruzaba la isla, la depresión fue absorbida por un frente frío a principios del 17 de octubre. Se informó un impacto mínimo, que se limitó a fuertes lluvias locales en partes de Jamaica, Cuba y las Islas Caimán . 

## Impacto

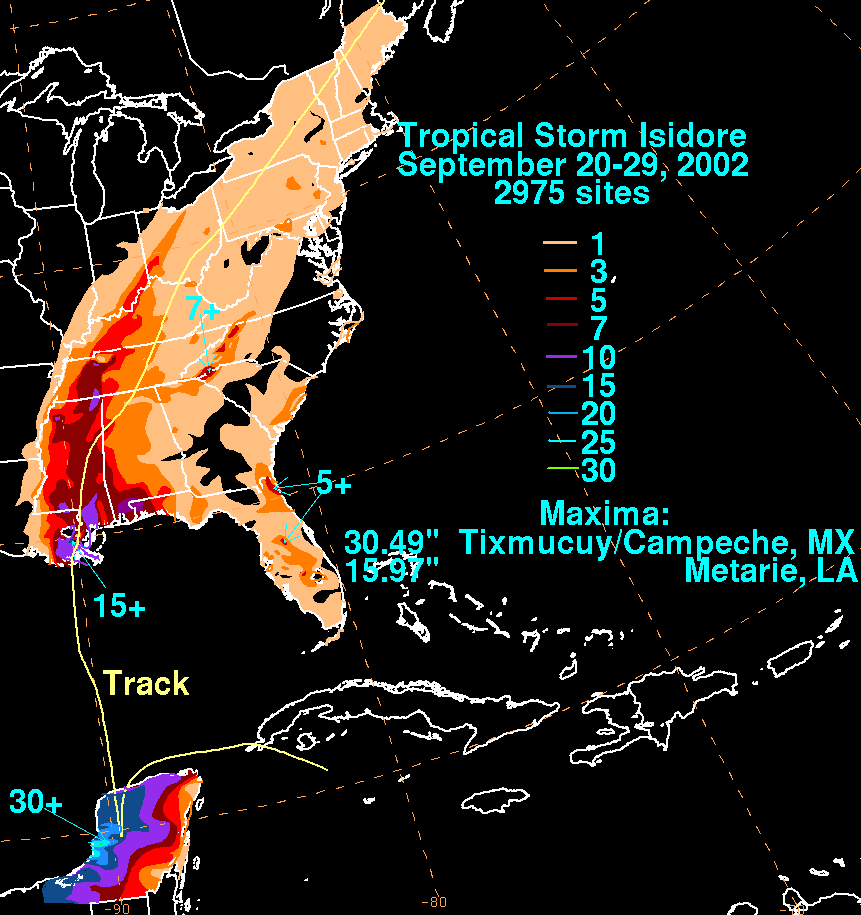
Las precipitaciones totales del huracán Isidore.

Ningún ciclón en la temporada tuvo un impacto significativo en Sudamérica o Centroamérica. Sin embargo, el huracán Isidoro tocó tierra en la península de Yucatán del sur de México como un huracán categoría 3 en la Escala Saffir-Simpson. Isidore fue una de las más importantes tormentas de la temporada, dejando $640 millones (2002 USD) de daños en el país. A pesar de caer más de 762mm de lluvia entre otros efectos, sólo dos muertes indirectas fueron informadas.
Siete ciclones tropicales tocaron tierra en los Estados Unidos, de los cuales seis se encontraban en condición de tormenta tropical o menos en el momento de hacerlo. La primera, la tormenta tropical Bertha, llegó a tierra a lo largo de la Costa del Golfo, causando la muerte de una sola persona. Más tarde, tormenta tropical Edouard atravesó el sur de Florida, cayendo 194mm en el Condado de DeSoto]], pero no se informó de daños. Pocos días después, la tormenta tropical Fay tocó tierra en Texas. La tormenta causó inundaciones moderadas en algunas zonas debido a las altas cantidades de precipitaciones, lo que dejó alrededor de 400 viviendas con algún tipo de daño. Al tocac tierra al sur de Luisiana, la tormenta tropical Hanna causó $20 millones (2002 USD) en daños e indirectamente matóa a tres personas. Como una tormenta tropical, el huracán Isidore produjo un máximo de 405,638mm en los Estados Unidos en Metarie, Luisiana. La lluvia fue responsable de las inundaciones que causaron daños moderados a las cosechas, con un total de $330 millones en daños (2002 USD).

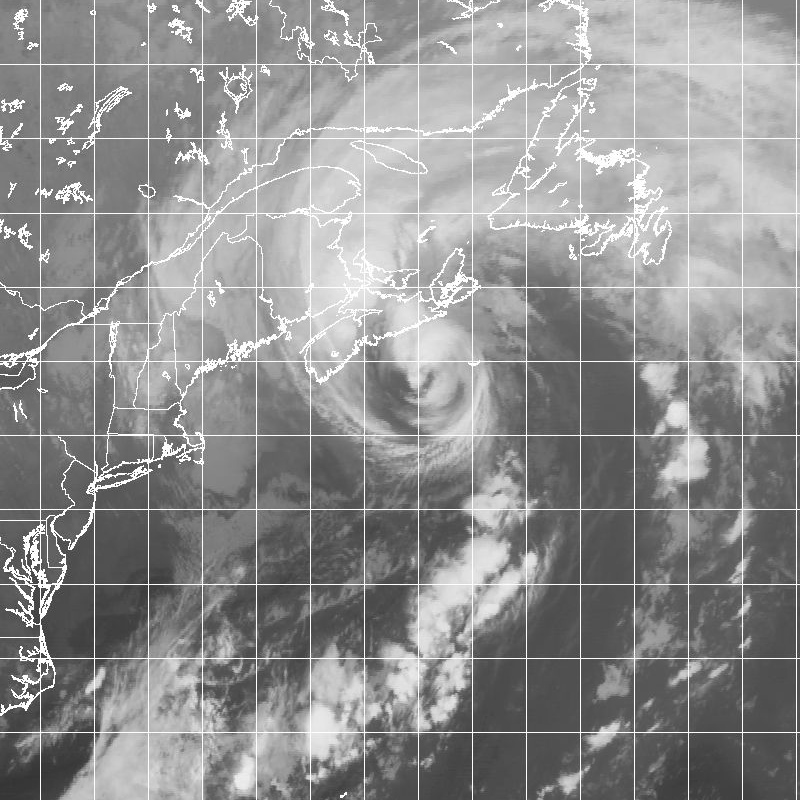
Gustav antes de su primera toma de tierra en Nueva Escocia.

A principios de octubre, el huracán Kyle tocó tierra en las dos Carolinas como una tormenta tropical. En general los daños de Kyle ascendieron a unos $5 millones (2002 USD). La última y más importante tormenta que afectó directamente a los Estados Unidos fue el huracán Lili, que se tocó tierra en Luisiana como huracán categoría 1. llegando a rachas de viento de 190 km/h, junto con más de 150 mm de lluvia y una marejada de 3,7 m causó más de $860 millones (2002 USD) en daños. Las plataformas petrolíferas en alta mar fueron cerradas durante una semana.
En Canadá, el huracán Gustav dejó fuertes lluvias, tormentas y vientos de huracanados, y mareas de tormenta en zonas del Atlántico de Canadá durante varios días. Y se informó de ráfagas de viento de 122 km/h sobre la isla de Sable. Hubo inundaciones localizadas en la isla del Príncipe Edward, y 4.000 personas en Halifax, Nueva Escocia y en la isla del Príncipe Edward se quedaron sin electricidad. Como consecuencia de la tormenta tropical Arthur en el comienzo de la temporada, una persona se ahogó en el río Conne.

## Energía Ciclónica Acumulada (ECA)
| ACE (104 kt2) – Storm | ACE (104 kt2) – Storm | ACE (104 kt2) – Storm | ACE (104 kt2) – Storm | ACE (104 kt2) – Storm | ACE (104 kt2) – Storm |
| --------------------- | --------------------- | --------------------- | --------------------- | --------------------- | --------------------- |
| 1                     | 17.81                 | Isidore               | 7                     | 1.77                  | Edouard               |
| 2                     | 16.46                 | Lili                  | 8                     | 1.57                  | Cristóbal             |
| 3                     | 14.44                 | Kyle                  | 9                     | 1.53                  | Arthur                |
| 4                     | 3.94                  | Dolly                 | 10                    | 1.33                  | Fay                   |
| 5                     | 3.63                  | Gustav                | 11                    | 0.61                  | Josephine             |
| 6                     | 1.81                  | Hanna                 | 12                    | 0.25                  | Bertha                |

La tabla a la derecha muestra la Energía Ciclónica Acumulada (ECA) para cada ciclón tropical formado durante la temporada. El ECA es, a grandes rasgos, una medida de la energía del huracán multiplicado por la longitud del tiempo que existió, así como de huracanes particularmente intensos. Cuanto más tiempo dure y más intenso sea el huracán conllevará una ECA más alta. El valor de ECA sólo se calcula para sistemas tropicales de 34 nudos (39 mph, 63 km/h) o más y tormentas tropicales fuertes.
La ECA más alta calculada para una tormenta sola en el Atlántico es 73,6 del Huracán San Ciriaco en 1899. Esta Tormenta tiene un ECA más alta que muchas temporadas completas en el Atlántico. Otras tormentas del Atlántico con ECAs altos son Iván en 2004, con un ECA of 70.4, y Donna en 1960, con un ECA de 64,6. La Temporada del 2002 no fue muy activa en términos de ECA, con ninguna tormenta llegando al valor 20. Esto se debió a que las tormentas de la temporada como Bertha, Cristóbal, Edouard, Fay, Hanna, y Josephine fueron muy cortas, y nunca llegaron a ser Huracán.

## Nombres de las tormentas
Los siguientes nombres fueron usados para nombrar las tormentas que se formaron del Atlántico Norte en el 2002. Los nombres que no se retiren de esta lista se utilizarán de nuevo en la temporada 2008. Esta es la misma lista utilizada para la temporada 1996 excepto por Cristóbal, Fay, y Hanna que remplazan a Cesar, Fran y Hortense. Los nombres que no han sido usados en esta temporada están marcados con gris.
| - Arthur - Bertha - Cristóbal - Dolly - Edouard - Fay - Gustav | - Hanna - Isidore - Josephine - Kyle - Lili - Marco (sin usar) - Nana (sin usar) | - Omar (sin usar) - Paloma (sin usar) - Rene (sin usar) - Sally (sin usar) - Teddy (sin usar) - Vicky (sin usar) - Wilfred (sin usar) |

### Nombres retirados
El 30 de marzo de 2003, la Organización Meteorológica Mundial retiró dos nombres: Isidore y Lili. Estos fueron reemplazados en la temporada del 2008 por Ike y Laura.

## Estadísticas de la temporada
| Escala de huracanes de Saffir-Simpson                                               |
| Depresión tropical - Tormenta tropical - Cat. 1 - Cat. 2 - Cat. 3 - Cat. 4 - Cat. 5 |

| Nombre                  | Fechas activo                  | Categoría de tormenta en intensidad máxima | Vientos máx. (km/h) | Presión min (hPa) | ACE   | Áreas afectadas                             | Áreas afectadas  | Áreas afectadas | Daños (en millones USD) | Muertos |
| Nombre                  | Fechas activo                  | Categoría de tormenta en intensidad máxima | Vientos máx. (km/h) | Presión min (hPa) | ACE   | Lugar                                       | Fecha            | Vientos (km/h)  | Daños (en millones USD) | Muertos |
| ----------------------- | ------------------------------ | ------------------------------------------ | ------------------- | ----------------- | ----- | ------------------------------------------- | ---------------- | --------------- | ----------------------- | ------- |
| Arthur                  | 14-16 de julio                 | Tormenta tropical                          | 95                  | 997               | 1.53  | Ninguno                                     | Ninguno          | Ninguno         | ?                       | 0       |
| Bertha                  | 4-9 de agosto                  | Tormenta tropical                          | 65                  | 1007              | 0.25  | Boothville, Luisiana                        | 5 de agosto      | 65              | 0,2                     | 1       |
| Bertha                  | 4-9 de agosto                  | Tormenta tropical                          | 65                  | 1007              | 0.25  | Griffins Point, Texas                       | 9 de agosto      | 45              | 0,2                     | 1       |
| Cristóbal               | 5-8 de agosto                  | Tormenta tropical                          | 85                  | 999               | 1.57  | Ninguno                                     | Ninguno          | Ninguno         | 0                       | 3       |
| Dolly                   | 29 de agosto-4 de septiembre   | Tormenta tropical                          | 95                  | 997               | 3.94  | Ninguno                                     | Ninguno          | Ninguno         | 0                       | 0       |
| Edouard                 | 1-6 de septiembre              | Tormenta tropical                          | 100                 | 1002              | 1,77  | Ormond Beach, Florida                       | 5 de septiembre  | 65              | ?                       | 0       |
| Fay                     | 5-11 de septiembre             | Tormenta tropical                          | 95                  | 998               | 1.33  | Port O'Connor, Texas                        | 7 de septiembre  | 95              | 4.5                     | 0       |
| Siete                   | 7-8 de septiembre              | Depresión tropical                         | 55                  | 1013              | 0     | Ninguno                                     | Ninguno          | Ninguno         | 0                       | 0       |
| Gustav                  | 8-12 de septiembre             | Huracán categoría 2                        | 155                 | 960               | 3.63  | Isla de Cabo Bretón, Nueva Escocia          | septiembre       | 145             | 0,34                    | 1 (3)   |
| Gustav                  | 8-12 de septiembre             | Huracán categoría 2                        | 155                 | 960               | 3.63  | Suroeste Terranova                          | 12 de septiembre | 120             | 0,34                    | 1 (3)   |
| Hanna                   | 12-15 de septiembre            | Tormenta tropical                          | 90                  | 1001              | 1.81  | Desembocadura del río Misisipi              | 14 de septiembre | 95              | 20.3                    | 3       |
| Hanna                   | 12-15 de septiembre            | Tormenta tropical                          | 90                  | 1001              | 1.81  | Cerca de la frontera entre Misisipi/Alabama | 14 de septiembre | 95              | 20.3                    | 3       |
| Isidore                 | 14-27 de septiembre            | Huracán categoría 3                        | 205                 | 934               | 17,81 | Cabo Francés, Cuba                          | 20 de septiembre | 140             | 970+                    | 4 (3)   |
| Isidore                 | 14-27 de septiembre            | Huracán categoría 3                        | 205                 | 934               | 17,81 | Yucatán, México                             | 22 de septiembre | 205             | 970+                    | 4 (3)   |
| Isidore                 | 14-27 de septiembre            | Huracán categoría 3                        | 205                 | 934               | 17,81 | Grand Isle, Luisiana                        | 26 de septiembre | 100             | 970+                    | 4 (3)   |
| Josephine               | 17-19 de septiembre            | Tormenta tropical                          | 65                  | 1009              | 0.61  | Ninguno                                     | Ninguno          | Ninguno         | 0                       | 0       |
| Kyle                    | 20 de septiembre-12 de octubre | Huracán categoría 1                        | 140                 | 980               | 14.44 | McClellanville, Carolina del Sur            | 11 de octubre    | 65              | 5                       | 0 (1)   |
| Kyle                    | 20 de septiembre-12 de octubre | Huracán categoría 1                        | 140                 | 980               | 14.44 | Long Beach, Carolina del Norte              | 11 de octubre    | 65              | 5                       | 0 (1)   |
| Lili                    | 21 de septiembre-4 de octubre  | Huracán categoría 4                        | 230                 | 938               | 16.46 | Little Cayman & Cayman Brac                 | 30 de septiembre | 120             | 882+                    | 15 (2)  |
| Lili                    | 21 de septiembre-4 de octubre  | Huracán categoría 4                        | 230                 | 938               | 16.46 | Isla de la Juventud, Cuba                   | 1 de octubre     | 185,08          | 882+                    | 15 (2)  |
| Lili                    | 21 de septiembre-4 de octubre  | Huracán categoría 4                        | 230                 | 938               | 16.46 | Pinar del Río, Cuba                         | 1 de octubre     | 177,03          | 882+                    | 15 (2)  |
| Lili                    | 21 de septiembre-4 de octubre  | Huracán categoría 4                        | 230                 | 938               | 16.46 | Intracoastal City, Luisiana                 | 3 de octubre     | 144,84          | 882+                    | 15 (2)  |
| Catorce                 | 14-16 de octubre               | Depresión tropical                         | 55                  | 1002              | 0     | Ninguno                                     | Ninguno          | Ninguno         | 0                       | 0       |
| Totales de la temporada |                                |                                            |                     |                   |       |                                             |                  |                 |                         |         |
| 14 ciclones             | 14 de julio-16 de octubre      |                                            | 233,36              | 934               | 66.96 | '                                           | '                | '               | '2600'                  | 29 (0)  |

## Nota
1. ↑  La "fuerza" de un ciclón tropical se mide por la presión barométrica mínima, no por la velocidad del viento. La mayoría de las organizaciones meteorológicas califican la intensidad de una tormenta según esta cifra, por lo que cuanto más baja sea la presión mínima de la tormenta, más intensa o "más fuerte" se considera. Los vientos más fuertes los tiene el Huracán Lili, con 230 km/h (145 mph).
2. ↑  ACE calculations are attained by calculating various statistics from the Tropical Cyclone Reports, referenced in this article.